# 지혜의숲도서관
지혜의숲도서관은 인천광역시 강화군에 있는 공립 도서관이다.

## 연혁
- 2020년 11월 17일 지혜의숲도서관 착공식 개최.
- 2022년 3월 10일 지혜의숲도서관 개관.